# Edward Herbert (politiker)
Edward Herbert, född omkring 1591, död 1658 i Paris, var medlem av underhuset under kungarna Jakob I och Karl I. Han var kusin till Edward Herbert, 1:e baron Herbert av Cherbury.
Efter att han blivit Attorney General instruerades han av Karl I att vidta åtgärder mot några parlamentsledamöter som hade varit inblandade i behandlingen av den stora remonstransen; det enda resultatet var att Herbert själv ställdes inför riksrätt av underhuset och sattes i fängelse. 
Senare i livet levde han i landsflykt med den kungliga familjen i Holland och Frankrike, och fungerade som storsigillbevare åt Karl II, ett ämbete han hade vägrat mottaga 1645. En av Herberts söner var Arthur Herbert, 1:e earl av Torrington, en annan var sir Edward Herbert (omkring 1648-1698).